# Gmina Łask
Gmina ask là một gmina đô thị-nông thôn (quận hành chính) ở Łask County, Łódź Voivodeship, ở miền trung Ba Lan. Khu vực hành chính của nó là thị trấn Łask, nằm khoảng 32 kilômét (20 mi) về phía tây nam của thủ phủ khu vực Łódź.
Gmina có diện tích 146,91 kilômét vuông (56,7 dặm vuông Anh), và tính đến năm 2006, tổng dân số của nó là 28.406 người (trong đó dân số ask lên tới 18.684 và dân số của vùng nông thôn của gmina là 9.722).

## Làng
Ngoài thị trấn Lask, Gmina Lask bao gồm các làng và các khu định cư như Aleksandrówek, Anielin, Bałucz, Borszewice, Budy Stryjewskie, Gorczyn, Grabina, Karszew, Krzucz, Łopatki, Mauryca, Nowe Wrzeszczewice, Okup Maly, Okup Wielki, Orchów, Ostrów, Rembów, Remiszew, Rokitnica, Sięganów, Stryje Księże, Stryje Paskowe, Teodory, Wiewiórczyn, Wola Bałucka, Wola Laska, Wola Stryjewska, Wronowice, Wrzeszczewice, Wydrzyn và Zielęcice.

## Gmina lân cận
Gmina Łask được bao quanh bởi các gminas khác như Buczek, Dobroń, Lutomiersk, Sędziejowice, Szadek, Wodzierady, Zduńska Wola và Zelów.